# Begonia chloroneura
Begonia chloroneura là một loài thực vật có hoa trong họ Thu hải đường. Loài này được P.Wilkie & Sands mô tả khoa học đầu tiên năm 1999.